# Liste der Baudenkmäler in Arnschwang

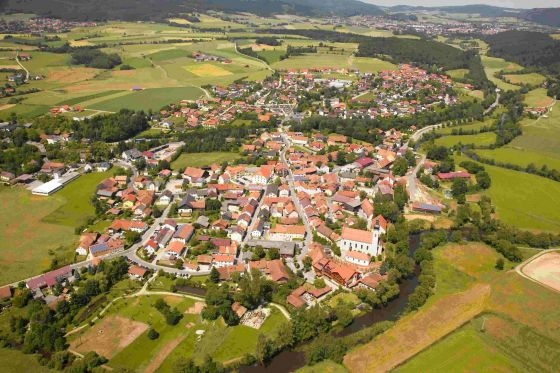
Arnschwang aus der Luft

Auf dieser Seite sind die Baudenkmäler in der Oberpfälzer Gemeinde Arnschwang zusammengestellt. Diese Tabelle ist eine Teilliste der Liste der Baudenkmäler in Bayern. Grundlage ist die Bayerische Denkmalliste, die auf Basis des Bayerischen Denkmalschutzgesetzes vom 1. Oktober 1973 erstmals erstellt wurde und seither durch das Bayerische Landesamt für Denkmalpflege geführt wird. Die folgenden Angaben ersetzen nicht die rechtsverbindliche Auskunft der Denkmalschutzbehörde.

## Baudenkmäler nach Ortsteilen

### Arnschwang
| Lage                                   | Objekt                               | Beschreibung | Akten-Nr.              | Bild           |
| -------------------------------------- | ------------------------------------ | --- | ---------------------- | -------------- |
| Dorfplatz 1 (Standort)                 | Ehemaliger Gasthof Zum Wirt          | Zweigeschossiger und giebelständiger Halbwalmdachbau mit Gesimsgliederungen, doppelgeschossiger Arkadengalerie an der Hofseite und Nischenfigur des hl. Sebastian, bezeichnet mit „1845“ Ehemaliges Wirtschaftsgebäude und Pferdeumspannstation, zweigeschossiger und traufständiger Satteldachbau mit eingeschossigem Stallanbau, Bruchstein und Ziegel, 19. Jahrhundert | D-3-72-112-3 Wikidata  | BW             |
| Kampmühlbach (Standort)                | Schleifschalenstein mit drei Schalen | Granit, wohl spätmittelalterlich | D-3-72-112-13 Wikidata | BW             |
| Kirchgasse 9; Kirchgasse 11 (Standort) | Katholische Pfarrkirche St. Martin   | Saalbau mit eingezogenem Chor, Satteldach, Chorflankenturm mit Zwiebelhaube und Giebelfassade, Pilastergliederungen, Neubau 1723 unter Einbeziehung des gotischen Chores und Turmunterbaus, 1899 weiterer Ausbau; mit Ausstattung Ehemalige Kapelle St. Margareta, jetzt Leichenhalle, abgewalmter Satteldachbau mit eingezogenem Chor und Dachreiter, 1499, Dachreiter 17. Jahrhundert Auf dem Friedhof: Friedhofsummauerung, teilweise mittelalterlich, mit zwei Kapellennischen und Grabplatten | D-3-72-112-6 Wikidata  | weitere Bilder |
| Ränkamer Straße 5 (Standort)           | Ehemaliges Feuerwehrgerätehaus       | Eingeschossiger und giebelständiger Satteldachbau mit Rundbogenöffnungen, Kreuzgratgewölben und Holztoren, Rundbogenstil, 1863 von Maurermeister Franz Kraus | D-3-72-112-33 Wikidata | BW             |
| Schloßweg 6 (Standort)                 | Katholischer Pfarrhof                | Zweigeschossiger und traufständiger Satteldachbau, Backstein, verputzt, 1858 über älterem Kern Pfarrstadel, ehemaliger Zehentstadel, eingeschossiger und traufständiger Steildachbau, verputztes Bruchsteinmauerwerk mit Eckenausbildung aus behauenen Granitquadern, Treppengiebeln und Wandöffnungen, um 1860, im Kern 16./17. Jahrhundert | D-3-72-112-10 Wikidata | BW             |
| Schloßweg 15 (Standort)                | Ehemaliges Wasserschloss             | Erhaltener Westflügel, mehrfach gebrochener und zweigeschossiger Satteldachbau, im Kern um 1300, Umbauten im 15./16. Jahrhundert und 1678 (dendrochronologisch datiert) Mit Rest des Ringgrabens | D-3-72-112-12 Wikidata | weitere Bilder |

### Enklarn
| Lage                                     | Objekt                          | Beschreibung                                                                              | Akten-Nr.              | Bild |
| ---------------------------------------- | ------------------------------- | ----------------------------------------------------------------------------------------- | ---------------------- | ---- |
| Nähe Enklarn (bei Sengenbühl) (Standort) | Feldkapelle Unserer Lieben Frau | Abgewalmter Satteldachbau mit eingezogener Apsis und Dachreiter, 1835–37; mit Ausstattung | D-3-72-112-16 Wikidata | BW   |

### Faustendorf
| Lage                      | Objekt                | Beschreibung | Akten-Nr.              | Bild |
| ------------------------- | --------------------- | --- | ---------------------- | ---- |
| Faustendorf 15 (Standort) | Kapelle St. Margareta | Abgewalmter Satteldachbau mit eingezogener Apsis und verschindeltem Dachreiter mit Zwiebelhaube, spätbarock, 1762; mit Ausstattung | D-3-72-112-17 Wikidata | BW   |

### Kellerweg
| Lage                | Objekt                               | Beschreibung                                                                                            | Akten-Nr.              | Bild |
| ------------------- | ------------------------------------ | --- | ---------------------- | ---- |
| Ponnholz (Standort) | Bunkeranlage, drei Sperrmittelhäuser | Unter Erdaufschüttungen, trichterförmige Eingänge mit Wangenmauern, Beton, 2,5 t und 5 t, 1964 und 1983 | D-3-72-112-32 Wikidata | BW   |

### Nößwartling
| Lage                      | Objekt                                              | Beschreibung | Akten-Nr.              | Bild                                                |
| ------------------------- | --------------------------------------------------- | --- | ---------------------- | --------------------------------------------------- |
| Nößwartling 1 (Standort)  | Kapelle Unserer Lieben Frau                         | Abgewalmter Satteldachbau mit eingezogener Apsis und Dachreiter, klassizistisch, 1841–43; mit Ausstattung | D-3-72-112-20 Wikidata | BW                                                  |
| Nößwartling 12 (Standort) | Ehemalige Mühle, jetzt LBV-Zentrum Mensch und Natur | Dreigeschossiger und traufständiger Satteldachbau quer zum Bachlauf mit Korbbogenportal und Stallgewölben im Erdgeschoss, 2. Obergeschoss in gegliedertem und teilweise verputztem Sichtziegelmauerwerk, 1857–60 (bezeichnet mit 1860), um 1880/85 Umbau zur Kartonagenfabrik, 1907–09 Einbau eines Wasserkraftwerks mit Schachtturbine im westlichen Teil | D-3-72-112-22 Wikidata | Ehemalige Mühle, jetzt LBV-Zentrum Mensch und Natur |
| Nößwartling 13 (Standort) | Waldlerhaus                                         | Zweigeschossiger und traufständiger Flachsatteldachbau mit hohem Blockbau-Kniestock und verschaltem Giebelschrot (ursprünglich umlaufender Schrot), Ende 18. Jahrhundert | D-3-72-112-23 Wikidata | BW                                                  |
| Nößwartling 14 (Standort) | Waldlerhaus eines Dreiseithofes                     | Eingeschossiger und traufständiger Flachsatteldachbau mit Blockbau-Kniestock, Giebelschrot mit geschnitzter Firstsäule, 18./19. Jahrhundert | D-3-72-112-24 Wikidata | BW                                                  |

### Rumplmühle
| Lage                    | Objekt      | Beschreibung                                                                                           | Akten-Nr.              | Bild |
| ----------------------- | ----------- | --- | ---------------------- | ---- |
| Rumplmühle 2 (Standort) | Waldlerhaus | Eingeschossiger Blockbau mit Flachsatteldach, Kniestock und Giebelschrot, erste Hälfte 19. Jahrhundert | D-3-72-112-26 Wikidata | BW   |

### Zenching
| Lage                  | Objekt                                  | Beschreibung | Akten-Nr.              | Bild                                    |
| --------------------- | --------------------------------------- | --- | ---------------------- | --------------------------------------- |
| Kirchweg 6 (Standort) | Katholische Expositurkirche St. Ägidius | Saalbau mit eingezogenem Chor, Walmdach und Chorflankenturm mit Zwiebelhaube, Chor und Turm 1729–30 über spätmittelalterlichen Grundmauern, Chorkapellen 1841–45 Langhausneubau 1938–40; mit Ausstattung. Die Fresken im Chor: Lamm Gottes, im Langhaus: Ägidius-Szene und vier Bauernheilige wurden von dem Münchner Kunstmaler des Neubarock Josef Wittmann im Jahr 1941 gemalt. Das Hochaltarbild des heiligen Ägidius und der Kreuzweg hat Josef Wittmann ebenfalls 1941 geschaffen Seelenkapelle, Walmdachbau, 18. Jahrhundert; mit Ausstattung Friedhofsummauerung, Granitbruchsteinmauer. 18. Jahrhundert | D-3-72-112-29 Wikidata | Katholische Expositurkirche St. Ägidius |

## Ehemalige Baudenkmäler
In diesem Abschnitt sind Objekte aufgeführt, die früher einmal in der Denkmalliste eingetragen waren, jetzt aber nicht mehr. Objekte, die in anderem Zusammenhang – also z. B. als Teil eines Baudenkmals – weiter eingetragen sind, sollen hier nicht aufgeführt werden. Aktennummern in diesem Abschnitt sind ehemalige, jetzt nicht mehr gültige Aktennummern.

| Lage                   | Objekt     | Beschreibung | Akten-Nr.              | Bild |
| ---------------------- | ---------- | --- | ---------------------- | ---- |
| Schloßweg 9 (Standort) | Doppelhaus | Zweigeschossiger und giebelgeteilter Flachsatteldachbau in Ecklage mit Blockbau-Kniestock, 1811, im Kern 17. Jahrhundert | D-3-72-112-11 Wikidata | BW   |